# Ciîjevîci, Mostîska
Ciîjevîci (în ucraineană Чижевичі) este un sat în comuna Radenîci din raionul Mostîska, regiunea Liov, Ucraina.

## Demografie
Componența lingvistică a localității Ciîjevîci
     Ucraineană (100%)
Conform recensământului din 2001, toată populația localității Ciîjevîci era vorbitoare de ucraineană (100%).